# Celtine
Celtine (en grec ancien Κελτινη / Keltinē) ou Celto (Κελτω / Keltō) est une princesse celte dans le mythe est conservé par plusieurs auteurs gréco-romains.

## Mythologie

### Mythe principal
L'auteur gréco-romain Diodore de Sicile a enregistré une version du mythe généalogique celtique. Le récit de Diodore relie le héros à la fondation d'Alésia. Le pays de Celtique était gouverné par un roi renommé dont la fille était exceptionnellement grande et plus belle que toutes les autres jeunes filles, à cause de quoi elle considérait tous les hommes qui la demandaient en mariage comme indignes d'elle et les rejetait. Héraclès, au cours de sa lutte contre Géryon, visita la Celtique et y fonda la ville d'Alésia. La fille du roi fut impressionnée par son excellence physique et eut avec lui un fils nommé Galatès, qui était plus juste et plus puissant que tous les jeunes de sa tribu. Lorsque Galatès eut atteint l'âge adulte, il devint roi et un grand guerrier et conquit une grande partie des régions entourant le territoire de sa tribu. En raison de la bravoure de Galatès, il appela ses sujets Galatai (c'est-à-dire les Gaulois) d'après lui-même, et ceux-ci donnèrent à leur tour leur nom à la Galatie (c'est-à-dire la Gaule).
L'auteur grec Parthénios de Nicée a enregistré une autre version de ce mythe généalogique celtique. Alors qu'Héraclès ramenait le bétail de Géryon d'Érythrée, il traversa les terres des Celtes et atteignit la cour du roi Bretannos qui avait une fille nommée Celtine. Celtine tomba amoureuse d'Héraclès et cacha son bétail et refusa de le rendre à moins d'avoir des relations sexuelles avec elle. Héraclès accepta, et de leur union naquit Keltos, dont descendirent les Celtes.
Une troisième version du mythe généalogique celtique a été enregistrée dans l'Etymologicum magnum. La fille du roi Bretanos, Celto, était tombée amoureuse d'Héraclès et lui avait demandé d'avoir des relations sexuelles avec elle. Lorsque cela fut fait, il lui laissa un arc et lui dit que si un fils naissait de leur union, il deviendrait roi s'il pouvait tirer l'arc. Le fils d'Hēraklēs et de Keltō était Keltos, de qui descendaient les Celtes.
La combinaison des trois versions fournit un récit commun. En Keltikē, c'est-à-dire le pays celtique, le roi Bretan(n)os avait une fille nommée Keltinē (Celtine) ou Keltō (Celto), qui tomba amoureuse d'Héraclès qui conduisait le bétail de Géryon d'Ibérie à Tirynthe. Celto vola le bétail d'Héraclès pour le forcer à avoir des relations sexuelles avec elle et de leur union naquit un fils nommé Galatès ou Keltos à qui la mère donna un arc laissé par Héraclès. Galatès/Keltos devint roi après avoir tiré l'arc d'Héraclès, et les Celtes descendaient de lui.

### Autres récits
Dans un récit similaire, attribué à l'auteur Timagène, Hercule combat les « tyrans » Géryon et Tauriscus et libère la Gaule. En retour, il s'accouple avec une femme de haute naissance locale et engendre de nombreux enfants,. De plus, dans cette version, c'est au cours de son dixième travail qu'Hercule voyage à travers la côte gauloise.
Un autre récit du poète Silius Italicus (cette fois inséré dans son poème épique), raconte qu'Hercule guide le bétail de Géryon et rencontre le roi Bebruces (en). Le héros grec couche également avec sa fille Pyrénée et elle donne naissance à un serpent. Honteuse, elle se réfugie dans les grottes et finit par être tuée par des animaux sauvages. Hercule retrouve son corps mutilé et pleure son amour perdu,,.

## Mythologie comparative

### Le mythe fondateur
Cette légende était très similaire au mythe généalogique (en) des Scythes, avec des éléments communs, notamment Héraclès conduisant le bétail de Géryon d'Ibérie en Grèce puis, rencontrant une femme locale qui enleva ses chevaux, a des rapports sexuels avec la femme, et enfin l'existence d'un fils cette union d'un fils qui fonda une nation et devint roi en tirant l'arc de son père[incompréhensible].
L'acquisition des objets en or par le plus jeune fils d'Héraclès dans la première version du mythe généalogique scythe, en particulier, a un parallèle exact dans l'héritage de l'arc d'Héraclès par Galatès/Keltos dans le mythe généalogique celtique, ce dernier correspondant à la loi celtique d'héritage selon laquelle, lorsque l'héritage était partagé entre les frères, le plus jeune recevait le domaine, tous les bâtiments, huit acres de terre, une hache, un chaudron et un coutre.
Il y avait néanmoins aussi quelques différences entre les mythes généalogiques scythes et celtiques :
- la compagne d'Héraclès était la déesse aux jambes de serpent dans le mythe scythe alors qu'elle était une belle princesse dans le mythe celtique ;
- les chevaux du char d'Héraclès ont été volés dans le mythe scythe, tandis que le bétail de Géryon que conduisait "Héraclès" a été volé dans le mythe celtique ;
- trois fils sont nés de l'union d'Héraclès et de la femme locale dans le mythe scythe, alors qu'un seul fils est né dans le mythe celtique.

Malgré leurs similitudes, la relation exacte entre les mythes généalogiques scythes et celtiques reste incertaine.

### La princesse étrangère et le serpent
La progéniture serpentine d'Hercule et de la princesse Pyrénée semble étrange au premier abord, mais il est possible qu'il s'agisse d'une réminiscence d'un cycle narratif impliquant une fondation, Hercule et un serpent (généralement Échidna). La première version possible de l'histoire implique Héraclès, le héros civilisateur, vainquant la créature serpent sauvage née d'une femme locale (qui aurait également pu être semblable à un serpent). La deuxième version ultérieure supprimerait les êtres serpents et ferait d'Héraclès le compagnon d'une princesse locale. Le même cycle est comparable aux histoires de Celtine/Celto et de la princesse anonyme étant les ancêtres des héros Celtus et Galatès,.